# Jeremy Menuhin
Jeremy Louis Eugene Menuhin, né le 2 novembre 1951 à San Francisco, est un pianiste américain.

## Carrière
Fils de Yehudi Menuhin, il fait ses études générales à l'École anglaise de Florence, à Eton et en Suisse. Il suit les cours de musique de Marcel Gazelle, Marcel Ciampi et Nadia Boulanger. Il travaille la direction d'orchestre avec Hans Swarowski à l'Académie de Vienne. Il débute en 1965 à Gstaad.